# Балеарско море
Балеарско море или Иберијско море, је у ствари део Средоземног мора близу Балеарских острва.

## Границе
Интернационална Хидрографска организација је дефинисала Балеарско море у следећим границама:
- Између Балеарских острва са јужне и шпанске обале са северне стране
- на југозападу линијом од гребена Сан Антонијо у Шпанији до Кабо Берберије на Балеарским острвима
- на североистоку линијом од Минорке до Сан себастијана у Шпанији